# Shakhbat Shakhabit
Shakhbet Shakhabit è un album in studio della cantante libanese Nancy Ajram, pubblicato nel 2007. Si tratta di un disco di musica per bambini.

## Tracce
1. Shakhbat Shakhabit
2. Kart Shahn
3. Katkouta
4. Risala lil 3alam
5. Shater
6. Eid milad
7. Kellena
8. 'Asfour el Nounou